# مارانهاو (لاعب كرة قدم مواليد 1990)
مارانهاو (بالبرتغالية: Francinilson Santos Meirelles) هو لاعب كرة قدم برازيلي في مركز الوسط، ولد في 3 مايو 1990 في ساو لويز في البرازيل. لعب مع أتلتيكو باراناينسي وكروز آزول ونادي باهيا ونادي شابيكوينسي ونادي فلومينينسي.

## وصلات خارجية
- مارانهاو (لاعب كرة قدم مواليد 1990) على موقع دوري كوريا الجنوبية (الإنجليزية)
- مارانهاو (لاعب كرة قدم مواليد 1990) على موقع قاعدة بيانات كرة القدم.إي يو (الإنجليزية)
- مارانهاو (لاعب كرة قدم مواليد 1990) على موقع Soccerway.com (الإنجليزية)
- مارانهاو (لاعب كرة قدم مواليد 1990) على موقع عالم كرة القدم.نت (الإنجليزية)